# ديزج حسن بيغ (ديزجرود الشرقي)
دیزج حسن بیغ (بالفارسية: دیزج حسن‌بیگ) هي قرية تقع في إيران في أذربيجان الشرقية. يقدر عدد سكانها بـ 615 نسمة .